# Нейтральна теорія молекулярної еволюції
Нейтральна теорія молекулярної еволюції (Нейтралізм Кімури‎) — теорія еволюції, яка стверджує, що переважна більшість мутацій на молекулярному рівні має нейтральний стосовно природного добору характер. Як наслідок, значна частина  внутрішньовидової мінливості (особливо в малих популяціях) пояснюється не дією відбору, а випадковим  дрейфом мутантних алелів, які нейтральні або майже нейтральні.
Теорію розробив Мотоо Кімура наприкінці 1960-х років. Теорія нейтральної еволюції добре узгоджується з фактом постійної швидкості закріплення мутацій на молекулярному рівні, що дозволяє, наприклад, оцінювати час дивергенції  видів.
Теорія нейтральної еволюції не заперечує вирішальної ролі природного добору в еволюції[джерело?]. Дискусія ведеться щодо частки мутацій, що мають пристосувальне значення. Більшість біологів визнає ряд результатів теорії нейтральної еволюції, хоча і не розділяє деякі сильні твердження, спочатку висловлені М. Кімурою.

## Створення теорії
Вивчаючи швидкості амінокислотних замін в білках, Кімура звернув увагу на невідповідність даних, отриманих ним і раніше — Джоном Голдейном: швидкість замін на геном на покоління для ссавців перевищувала оцінку Голдейна в кілька сотень разів.
Виходило, що для підтримки сталої чисельності популяції при одночасному збереженні добором мутантних замін, що з'являються з такою високою швидкістю, кожен батько повинен був залишати близько 22 000 нащадків.
Метод електрофорезу дозволив виявити поліморфізм  білків.
Для 18 випадково вибраних локусів Drosophila pseudoobscura середня гетерозиготність, що припадає на локус, склала близько 12%, а частка поліморфних локусів — 30%.
За даними Франсиска Аяли, в генофонді природних популяцій різних видів організмів поліморфні присутній в 20-50% локусів. 
Для пояснення популяційного поліморфізму Рональд Фішер розробив модель балансуючого відбору, основану на селективній перевазі гетерозигот.
Водночас рівень гетерозиготності більшості організмів оцінювався в середньому в 7-15%.
А оскільки в популяціях тисячі алелей, що продукують поліморфні білки, неможливо стверджувати, що всі вони володіють адаптивною цінністю.
В 1957 Холдейн показав математично, що в популяції не може замінюватися одночасно понад 12 алелів більш пристосованими алелями без того, щоб її репродуктивна чисельність не впала до нуля.
Всі ці міркування і наштовхнули Кімуру на думку, що більшість нуклеотидних замін має бути селективно нейтральними і фіксуватися дрейфом генів.
Відповідні поліморфні алелі підтримуються в популяції балансом між мутаційним тиском і випадковим добором.
Все це було викладено Кімурою в його першій публікації з нейтральної еволюції, названої так через нейтральність щодо природного добору.
Надалі з'явилася ціла серія статей Кімури, в тому числі у співавторстві, а також узагальнююча монографія.
У цих працях експериментальні дані молекулярної біології поєднувалися зі строгими математичними розрахунками, здійсненими самим автором на основі розробленого ним математичного апарату.
У книзі, поряд з розглядом доказів на користь нової теорії, Кімура зупиняється і на можливих застереження та критики на її адресу.
Кімура не був самотнім у розробці ідеї нейтральної еволюції.
В 1969 році, через рік після першої публікації Кімури, в американському журналі «Science» з'явилася стаття молекулярних біологів Джека Кінга і Томаса Джукса «Неодарвіністська еволюція», в якій ці автори незалежно від Кімури прийшли до тієї ж гіпотези.
Як своїх попередників Кімура вказує також на Джеймса Ф. Кроу, з яким він сам активно співпрацював, і Алана Робертсона.
На підтримку теорії свідчили отримані пізніше дані про те, що найпоширенішими еволюційними змінами на молекулярному рівні є синонімічні заміни, а також нуклеотидні заміни в інтронах (некодуючих ділянках ДНК).
Всі ці публікації породили на гостру дискусію.
Після інтенсивних обговорень і численних досліджень, породжених нейтралістичною концепцією, інтерес до неї в 1990-ті роки помітно спав.
Це відбулося, багато в чому, через обмежене застосування теорії, оскільки серйозний еволюційний прогрес за нейтралістським сценарієм вимагав би величезних проміжків часу і непомірно великих кількостей генів. Тому успіх теорії в рамках популяційної генетики та молекулярної біології не поширився на дисципліни, які вивчають  макроеволюційні перетворення.